# ГЕС Байяно (Асканіо Вільялас)
ГЕС Байяно (Асканіо Вільялас) (ісп. Bayano (Ascanio Villalaz)) — гідроелектростанція на сході Панами в провінції Панама. Використовує ресурс із річки Bayano, яка впадає в Тихий океан за пів сотні кілометрів на схід від виходу Панамського каналу.
У межах проєкту річку перекрили бетонною гравітаційною греблею висотою 75 метрів та довжиною 450 метрів. Разом із допоміжною спорудою вона утримує велике водосховище з площею поверхні 350 км2 та корисним об'ємом 2,7 млрд м3, у якому припустиме коливання рівня поверхні в операційному режимі між позначками 50 та 62 метри НРМ (у випадку повені цей показник може зростати до 64 метрів НРМ).
Пригреблевий машинний зал в 1976-му обладнали двома турбінами типу Френсіс потужністю по 75 МВт, які при чистому напорі у 50 метрів мали сукупну гарантовану потужність 110 МВт (еквівалент 1 млрд кВт·год електроенергії на рік). На початку 2000-х років станцію істотно модернізували. Два попередні гідроагрегати підсилили до 87 МВт кожен та доповнили їх ще однією турбіною того ж типу потужністю 86 МВт, так що загальний показник ГЕС зріс до 260 МВт. Що стосується гарантованої потужності, то вона збільшилась на 51 МВт (до еквівалента 1,4 млрд кВт·год на рік).
Відпрацьована вода повертається у Bayano.
Видача продукції здійснюється по ЛЕП, розрахованій на роботу під напругою 230 кВ.
Можливо також відзначити, що існує проєкт встановлення на ГЕС Bayano четвертого гідроагрегата з доведенням потужності до 346 МВт.